# Solaris Trollino
Il Solaris Trollino è un modello di filobus a pianale ribassato prodotto dall'azienda polacca Solaris Bus & Coach.
Il primo prototipo è stato prodotto nel 2001 e ha effettuato le prime corse nella rete stradale di Gdynia.

## Storia
Le origini del Solaris Trollino risalgono alla fine degli anni novanta. La società dei trasporti pubblici di Gdynia, in Polonia, decise di acquistare dei filobus basati sulla carrozzeria degli autobus Solaris Urbino, dotati di equipaggiamenti elettrici assemblati da un produttore locale.
Col fallimento di quest'ultima, i soli cinque filobus furono poi equipaggiati con dei sistemi di trazione a corrente continua, progettati dall'Istituto Elettrotecnico di Varsavia negli anni '90, e prodotti dalle aziende polacche Woltan ed Elmor.
La presentazione del primo filobus Solaris ebbe luogo l'11 marzo 2001. Il nome scelto per il modello è l'unione del termine Trolejbus (che in polacco significa 'filobus'), e del nome dei bus Solaris Urbino, i quali, formano il nome Trollino.
Nel frattempo, nei primi anni 2000, la Solaris inizia una partnership - tuttora in attività - con alcune aziende note nel settore della trazione e delle forniture elettriche per mezzi di trasporto.

### Solaris Trollino 12 - 1ª e 2ª Generazione (2001 - 2007)
Gli equipaggiamenti elettrici sono installati sul tetto e nella posteriore del telaio.
Il primo prototipo, il Trollino 12T, è stato consegnato nel 2001 presso Gdynia, Polonia. Tale mezzo era dotato di un motore funzionante a corrente continua, e dall'assenza della classica cornice di protezione normalmente installata sul tetto.
I filobus di prima generazione sono stati commercializzati con la dicitura "Trollino 12DC" (corrente continua), e equipaggiati con trazione TV Progress e motore Woltan-Elmor.
La produzione dei filobus iniziò l'anno successivo, quando la Solaris iniziò una partnership con l'azienda ungherese Ganz Transelektro per le forniture elettriche, e la ceca Pragoimex per i motori di trazione.
Nel 2007 l'azienda ungherese Ganz Transelektro dichiarò bancarotta e venne acquisita dalla Škoda Electric, mutando il nome in Ganz-Škoda, e producendo filobus col nome Ganz-Škoda.

### Solaris Trollino 12 - 3ª Generazione (2007 - 2015)
Nel 2007, i telai Solaris Urbino e Trollino vengono sottoposti ad un processo di restyling, che verrà ulteriormente aggiornato nel 2012 per quanto concerne gli interni.
Tra le nuove scelte progettuali si cita il riposizionamento del motore di trazione nella parte centrale del telaio, davanti al secondo asse, in maniera tale da bilanciare il peso del mezzo.
Nel 2008 la Solaris ha iniziato a costruire filobus in partnership con la Škoda Electric.

## Caratteristiche tecniche

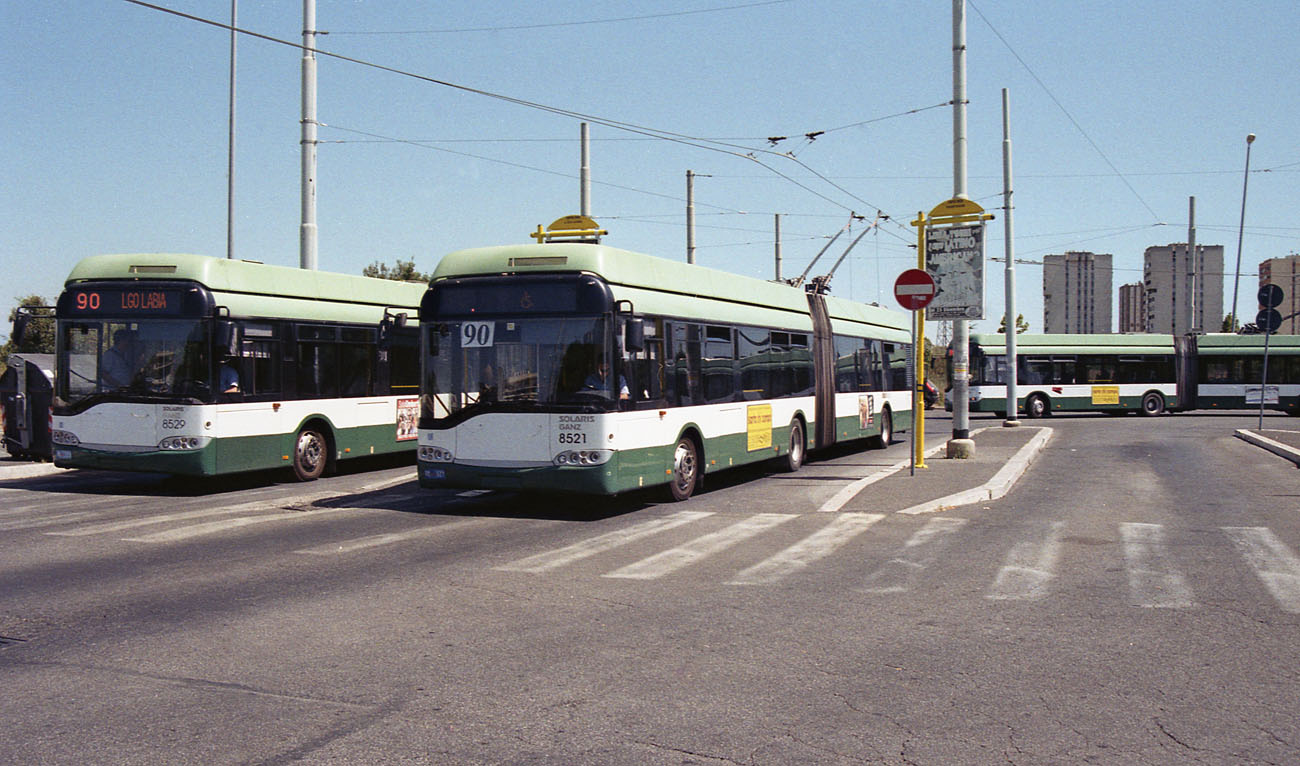
Solaris-Ganz Trollino presso il capolinea di Largo Fausta Labia a Roma nel 2016

Il telaio è costruito in acciaio inossidabile. Le sospensioni pneumatiche sono controllate elettricamente e consentono di inclinare il veicolo verso destra, riducendo l'altezza tra pianale e piano stradale, favorendo l'accesso al veicolo in fermata. È inoltre dotato di rampa (posizionabile manualmente) per persone in sedia a rotelle.
Le aste di captazione possono essere ad azionamento manuale, semi-automatico o automatico. Il filobus può, inoltre, essere dotato di accumulatori di energia (batterie o supercondensatori) come fonte di energia di riserva. Le dotazioni basilari di relative a trazione e frenata comprendono EBS (electronic braking system, sistema di frenata elettronico), ABS e ASR. Il cablaggio elettronico è basato sul bus CAN.

## Versioni
Il Trollino viene prodotto in differenti modelli, essenzialmente suddivisi in base alla lunghezza.

### Solaris Trollino 12

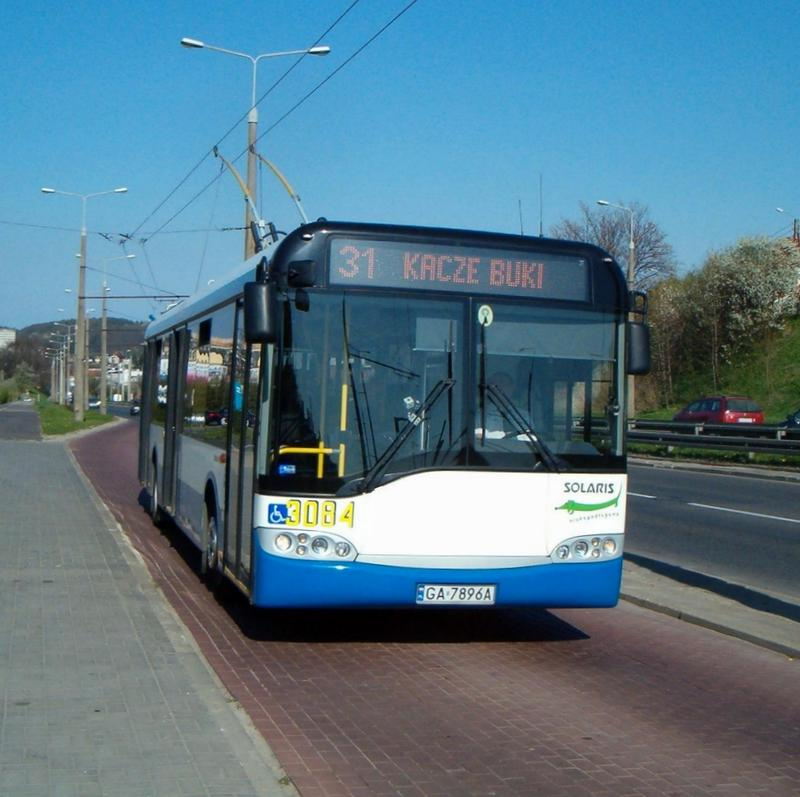
Trollino 12 a Gdynia

È la versione da 12 metri, disponibile con due o tre porte. La motorizzazione è basata sul motore IGBT asincrono a 6 poli MEDCOM ANT 175-600 da 175 kW.

#### Škoda 26Tr
La versione con motorizzazione Škoda BlueDrive IGBT, con motore asincrono a 4 poli da 160 kW viene prodotta dalla Škoda sotto il nome di Škoda 26Tr.

### Solaris Trollino 15

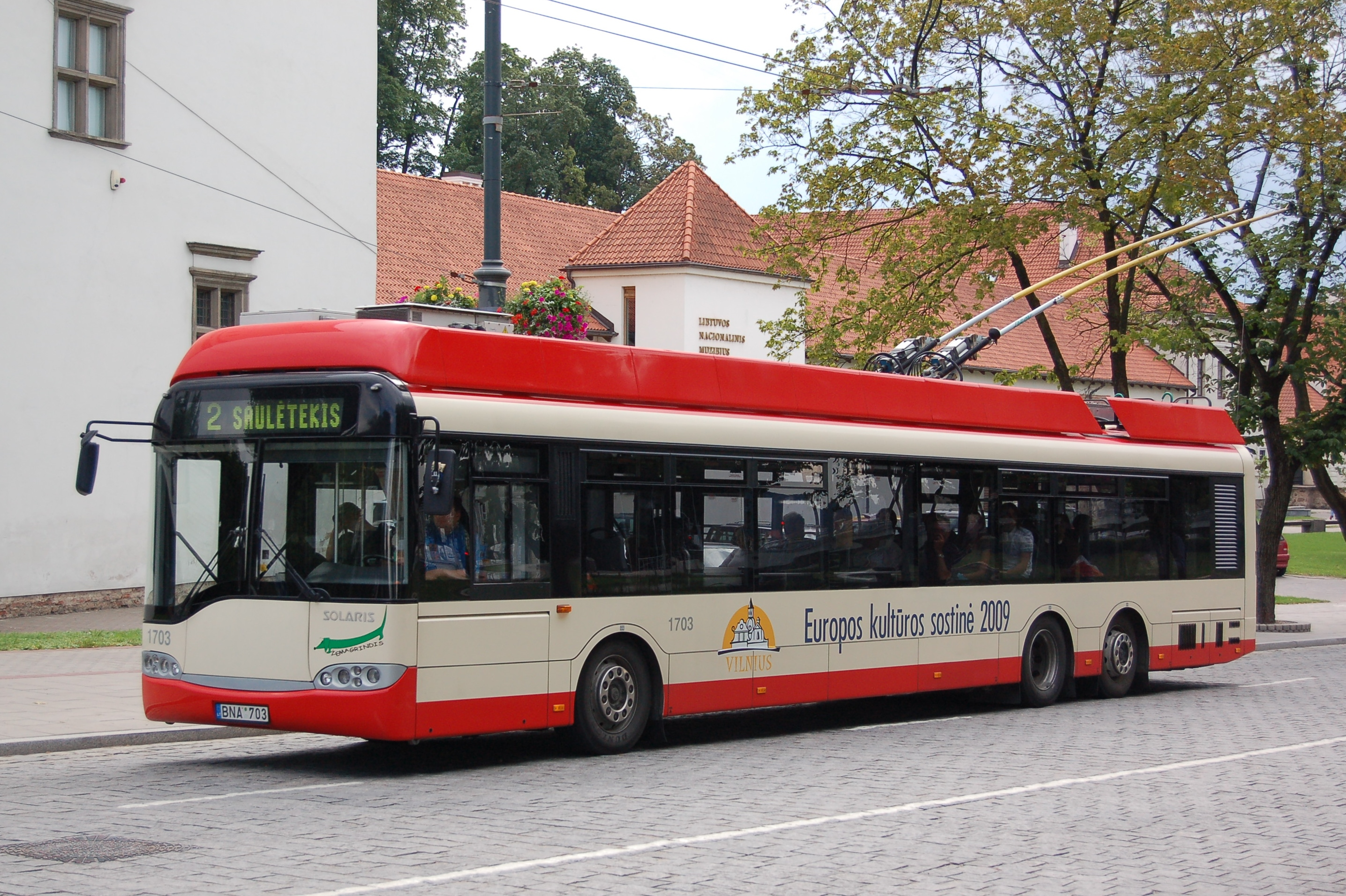
Trollino 15 a Vilnius

È la versione da 15 metri, disponibile con due o tre porte. La motorizzazione è basata su motori IGBT asincroni a 6 poli MEDCOM ANT 175-600 oppure CEGELEC TV Europulse da 175 kW.

#### Škoda 28Tr
La versione con motorizzazione Škoda BlueDrive IGBT, con motore asincrono a 6 poli da 250 kW viene prodotta dalla Škoda sotto il nome di Škoda 28Tr.

### Solaris Trollino 18

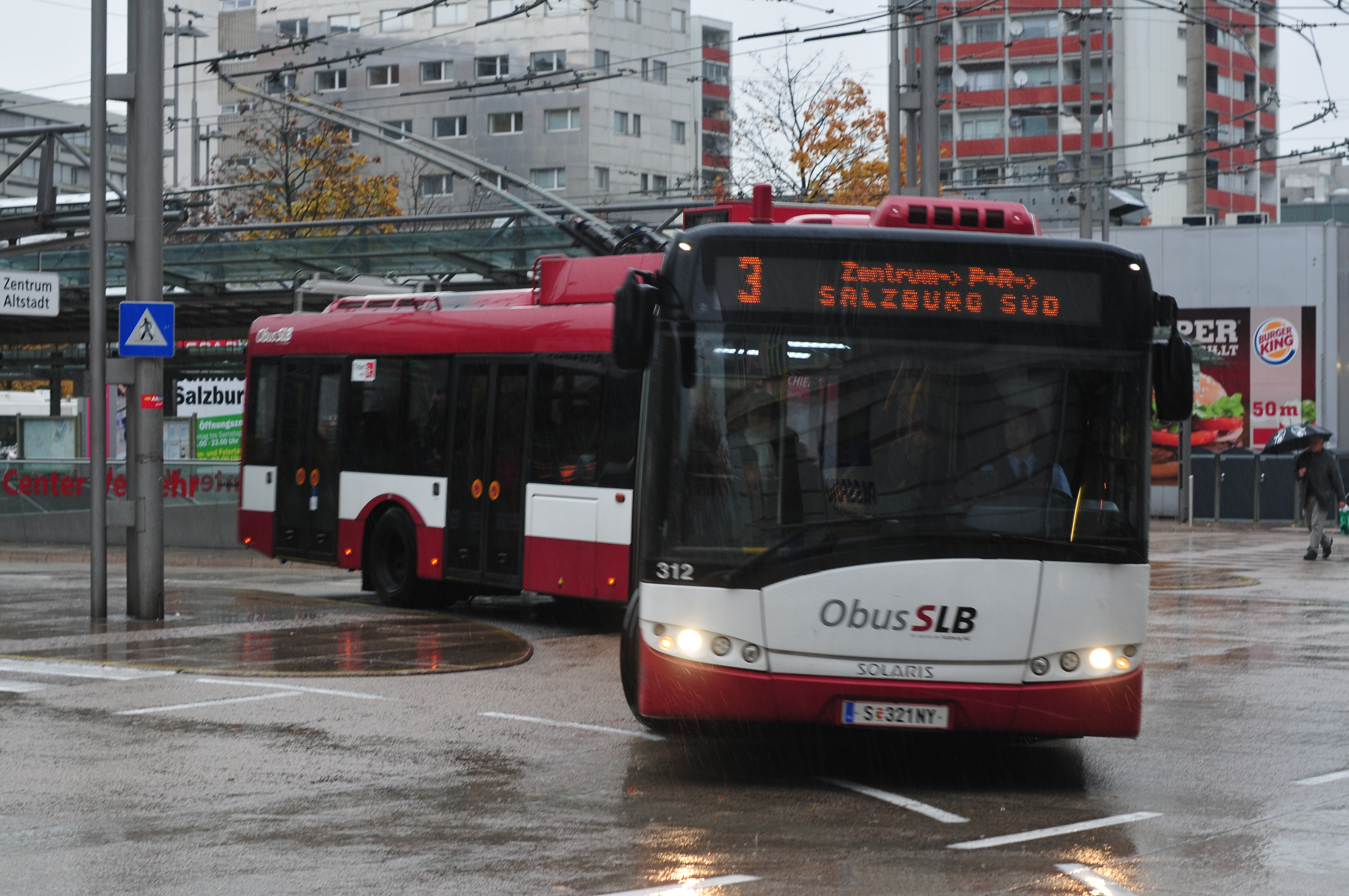
Trollino 18 a Salisburgo

È la versione da 18 metri, disponibile con tre o quattro porte. La motorizzazione è basata sul motore IGBT asincrono a 6 poli MEDCOM ANT 250-600 da 250 kW.

#### Trollino 18 MetroStyle
È la versione da 12 metri, disponibile con due o tre porte. La motorizzazione è basata su motori IGBT asincroni a 6 poli MEDCOM ANT 240-600 da 240 kW oppure CEGELEC TV Europulse da 250 kW. Vi è anche la possibilità di avere la trazione su due assi, con motorizzazione IGBT CEGELEC TV Europulse con due motori a 4 poli da 160 kW o con due motori a 6 poli da 175 kW.

#### Škoda 27Tr
La versione con motorizzazione Škoda BlueDrive IGBT, con motore asincrono a 6 poli da 250 kW o con due motori (trazione su due assi) a 4 poli da 160 kW viene prodotta dalla Škoda sotto il nome di Škoda 27Tr.